# 浜村純
浜村 純（はまむら じゅん、1906年〈明治39年〉2月7日 - 1995年〈平成7年〉6月21日）は、日本の俳優。本名:武内 武。
福岡県糟屋郡宇美町馬場出身。福岡市立商業学校卒業。新倉事務所に所属していた。
戦前は新築地劇団や劇団文化座などに所属して舞台俳優として活動。戦後は映画俳優として、数多くの話題作や名作に出演する。総出演本数は約300本に上る。個性的で幅の広い演技に定評があり、日本映画屈指の名バイプレーヤーとして活躍した。

## 来歴
1906年（明治39年）2月7日、福岡県糟屋郡宇美町馬場に、呉服商の父・伴太郎と母・むめの3男1女の三男として生まれる。宇美尋常高等小学校を経て1926年（大正15年）に福岡市立商業学校を卒業。東京美術学校を受験するが不合格になり、福岡市にある松屋呉服店の店員を務めたのち上京、深川で新聞配達・職工、浅草でクリーニング店の店員などの職に就く。
1932年（昭和7年）、舞台装置家を志してプロレタリア演劇研究所に3期生として入る。同期には宇野重吉がいる。翌1933年（昭和8年）、研究所卒業とともに新築地劇団へ入り、本名で『土』『守銭奴』などの舞台に出演する。1937年（昭和12年）に劇団を退団すると、新協劇団公演『火山灰地』『夜明け前』などに助演する。1938年（昭和13年）、伊丹万作監督の『巨人傳』など数本の映画にエキストラ出演したのち、中国人の演劇指導のため満州の新京に渡る。のちにハルピンに渡り、昼は市公署官吏や不動産会社に勤め、夜は劇団に参加していた。その後帰国し、1944年（昭和19年）に劇団文化座に入って浜村純と改名。文化座の公演で再び満州に渡り、奉天で終戦を迎える。復員後は移動劇団を組織して地方を巡業するが、肺結核に倒れる。
1949年（昭和24年）に児童劇映画『谷間の少女』に出演してからは映画に主力を置いた。
痩せこけた頬とギョロリと目の光る特異な風貌ながら、堅実な演技力で定評を受けた。市川崑の監督作品には計22本に出演しており、大島渚、篠田正浩、今村昌平、浦山桐郎などの作品にも多数出演している。
1995年（平成7年）6月21日、急性白血病のため日産厚生会玉川病院にて死去。89歳没。

## 人物
- 趣味は三味線である[1]。

## 受賞歴
- 1986年：芸能功労賞[5]
- 1994年：第4回日本映画批評家大賞 特別賞[6]

## 出演

### 映画
- 巨人傳（1938年、東宝映画）
- 谷間の少女（1949年、東宝教育映画） - 父
- 女ひとり大地を行く（1953年、キヌタプロ）
- 蟹工船（1953年、現代ぷろ）
- 黒い潮（1954年、日活） - 夕刊新聞記者
- どぶ（1954年、新東宝）
- 若い人たち（1954年、全国銀行従業員組合連合会） - 労基局員
- 太陽のない街（1954年、新星映画） - 特高刑事
- 狼（1955年、近代映画協会）
- 沙羅の花の峠（1955年、日活） - 部落会長
- 真昼の暗黒（1956年、現代ぷろ）
- 女優（1956年、近代映画協会） - 大阪の眼科医
- ビルマの竪琴（1956年、日活） - 伊東軍曹
- 銀心中（1956年、日活） - 栗本理髪店の客
- 狙われた男（1956年、日活） - 神社新聞の社長
- 人間魚雷出撃す（1956年、日活） - 先任将校
- 流離の岸（1956年、日活）
- 女子寮祭（1957年、日活） - ニヒルな採血応募者
- 「廓」より 無法一代（1957年、日活） - 望月桜
- 満員電車（1957年、大映） - 大学総長
- フランキーの宇宙人（1957年、日活） - 裁判長
- 反逆者（1957年、日活） - 佐々木刑事
- 殺したのは誰だ（1957年、日活） - ダンロップ
- 白夜の妖女（1957年、日活） - 與平次
- 東北の神武たち（1957年、東宝） - 人買いの商人
- 私は前科者である（1957年、日活） - 刑事
- 誘惑（1957年、日活） - 下宿の主人
- 穴（1957年、大映） - 円タクの運転手
- 白い悪魔（1958年、日活） - 有本
- 夜の牙（1958年、日活） - 立松医師
- 怒りの孤島（1958年、日映） - 三田警部補
- 夜の鼓（1958年、現代ぷろ） - 和久田市之進
- 炎上（1958年、大映） - 溝口承道
- 嵐の中を突っ走れ（1958年、日活） - 久保寺生郎
- 蟻の街のマリア（1958年、歌舞伎座） - ピカソ
- 不道徳教育講座（1959年、日活） - 中野
- 若い川の流れ（1959年、日活） - 失業者
- 第三の死角（1959年、日活） - 杉山係長
- からたち日記（1959年、歌舞伎座）
- 逃亡者（1959年、日活） - 大原巡査
- 絞首台の下（1959年、日活） - 司法主任
- 鍵（1959年、大映） - 相馬
- 海底から来た女（1959年、日活） - 藤作
- 清水の暴れん坊（1959年、日活）
- にあんちゃん（1959年、日活） - 西脇
- 野火（1959年、大映） - 狂人の将校
- 無言の乱斗（1959年、日活） - 調査官
- 網走番外地（1959年、日活） - 皆川
- 人間の條件 第3・4部（1959年、にんじんくらぶ） - 部隊長
- 鉄火場の風（1960年、日活） - 佐々木忍
- 邪魔者は消せ （1960年、日活）
- からっ風野郎（1960年、大映） - 淀川
- ある脅迫（1960年、日活） - 小使野崎
- 打倒（1960年、日活）） - 医師
- 銀座旋風児シリーズ（日活）
  - 銀座旋風児 目撃者は彼奴だ（1960年） - 中村係長
  - 銀座旋風児 嵐が俺を呼んでいる（1961年） - 柴田仙太郎
- ぼんち（1960年、大映） - 憲兵
- 青春残酷物語（1960年、松竹） - 新庄正博
- 太陽の墓場（1960年、松竹） - 村田吾郎
- 悪人志願（1960年、松竹） - 刑事
- 最後の切り札（1960年、松竹） - 不滅教会信者
- 地の涯に生きるもの（1960年、東宝） - 船頭勝造
- おとうと（1960年、大映） - 院長
- 都会の空の用心棒（1960年、日活） - 藤崎課長
- 黒い樹海（1960年、大映） - 鶴巻莞造
- 大出世物語（1961年、日活） - 安井社長
- 街から街へつむじ風（1961年、日活） - 酔いどれ医者
- 紅の拳銃（1961年、日活） - 八十島博士
- 早射ち野郎（1961年、日活） - 町長品川
- 黒い十人の女（1961年、大映） - 警官に扮した俳優
- 散弾銃の男（1961年、日活） - 村長
- 伴淳・森繁のおったまげ村物語（1961年、松竹） - 刑事塩田
- あいつと私（1961年、日活） - 高野教授
- 飼育（1961年、大宝） - 秋さん
- 黒い画集 第二話 寒流（1961年、東宝） - 医者
- アラブの嵐（1961年、日活） - 川田
- からみ合い（1962年、にんじんくらぶ） - 神尾
- 破戒（1962年、大映） - 丑松の父
- キューポラのある街（1962年、日活） - 父
- 剣に賭ける（1962年、大映）
- 当りや大将（1962年、日活） - どぶのキリスト
- 続・新悪名（1962年、大映） - のど自慢の司会者
- 私は二歳（1962年、大映） - 中年の医者
- 人間（1962年、近代映画協会） - 兵隊
- 青い山脈（1963年、日活） - 長森老人
- 雪之丞変化（1963年、大映） - 脇田一松斎
- 天国と地獄（1963年、東宝） - 債権者
- 非行少女（1963年、日活） - 北長吉
- 二人だけの砦（1963年、松竹） - 団地の管理人
- 白と黒（1963年、東宝） - 矢野検察事務官
- 俺は地獄の部隊長（1963年、日活） - 飯塚守備隊長
- 怪談鬼火の沼（1963年、大映） - 篠原甚左衛門
- 死闘の伝説（1963年、松竹） - 酔っ払いの親爺
- 国際秘密警察 指令第8号（1963年、東宝） - 野々崎
- 黒の商標（1963年、大映） - 田子一孔
- 越前竹人形（1963年、大映） - 医者
- 見上げてごらん夜の星を（1963年、松竹） - 勉の父
- われらサラリーマン（1963年、宝塚映画） - 石川課長
- 光る海（1963年、日活） - 渡部教授
- 続・拝啓天皇陛下様（1964年、松竹） - 渋川中隊長
- 成熟する季節（1964年、日活） - 樫木先生
- 男嫌い (1964年、東宝)
- 香華（1964年、松竹）
- 人生劇場（1964年、日活） - 黒馬先生
- 無頼無法の徒 さぶ（1964年、日活） - 芳古堂の親方
- ど根性物語 銭の踊り（1964年、大映） - 江戸仙蔵
- 何処へ（1964年、日活） - 清水校長
- 鮫（1964年、東映） - 老父
- われ一粒の麦なれど（1964年、東京映画） - 村松
- 散歩する霊柩車（1964年、東映） - 死体安置所の男
- 眠狂四郎女妖剣（1964年、大映） - 室屋
- 河内ぞろ 喧嘩軍鶏 (1964年、日活)
- 怪談（1965年、にんじんくらぶ） - 茂作[7]
- 花実のない森（1965年、大映） - 岩下
- 拳銃野郎（1965年、日活)
- 鼠小僧次郎吉（1965年、大映） - 長沢屋
- 冷飯とおさんとちゃん（1965年、東映） - 屑屋
- ぜったい多数（1965年、松竹）
- ちんころ海女っこ（1965年、松竹） - 大納言
- 異聞猿飛佐助 (1965年) - 老僧
- 六條ゆきやま紬（1965年、東京映画） - 浦松謙一
- 大怪獣ガメラ（1965年、大映） - 村瀬北海道大学生物学部古生物学教授
- 続花と龍 洞海湾の決闘（1966年、東映） - 江崎満吉
- 二人の世界（1966年、日活） - 三宅
- 「エロ事師たち」より 人類学入門（1966年、日活） - きたの会社の部長
- 何処へ（1966年、東宝） - 木山東一郎
- 座頭市の歌が聞える（1966年、大映） - 琵琶法師
- 酔いどれ博士（1966年、大映） - 麻薬王
- ごんたくれ（1966年、大映） - 青野校長
- けんかえれじい（1966年、日活） - アヒル先生
- 湖の琴（1966年、東映） - 岩田嘉平
- 暗黒航路（1966年、日活） - 西尾船医
- 青春の海（1967年、日活） - 校長
- 上意討ち 拝領妻始末（1967年、東宝・三船プロ） - 塩見兵右衛門
- ひき裂かれた盛装（1967年、大映） - 鈴木善太郎
- 8.15シリーズ（東宝）
  - 日本のいちばん長い日（1967年） - 筧庶務課長
  - 激動の昭和史 沖縄決戦（1971年） - 泉知事[8]
- 父子草（1967年、東宝） - 平井の父
- 妖怪百物語（1968年、大映） - 伍平
- ひとり狼（1968年、大映） - 新茶屋の吾六
- 昭和のいのち（1968年、日活） - 舜空和尚
- 孤島の太陽（1968年、日活） - 西山
- 神々の深き欲望（1968年、日活） - 里徳利
- 心中天網島（1969年、表現社・ATG） - 黒子頭
- 私が棄てた女（1969年、日活）
- 赤毛（1969年、東宝） - 馬宿の甚兵衛
- 新・男はつらいよ（1970年、松竹） - 旅行社社長
- 無頼漢（1970年、東宝） - かんおけ屋
- 幽霊屋敷の恐怖 血を吸う人形（1970年、東宝） - 吏員[9]
- 泣いてたまるか（1971年、松竹） - 見合い相手の叔父
- 子連れ狼 死に風に向う乳母車（1972年、東宝） - 三浦帯刀
- 怪獣大奮戦 ダイゴロウ対ゴリアス（1972年、東宝） - 医者
- 青幻記 遠い母の日は美しく（1973年、青幻記プロ） - ユタ
- 卑弥呼（1974年、表現社・ATG） - 語り部
- 襤褸の旗（1974年） - 宗六
- ノストラダムスの大予言（1974年、東宝） - 木田[8][3]
- 砂の器（1974年、松竹） - 巡査
- 恋は緑の風の中（1974年、東宝） - 工場の管理人
- 青春の門（1975年、東宝） - 労務のボス
- 桜の森の満開の下（1975年、東宝） - 乞食
- 告訴せず（1975年、芸苑社・東宝映画） - 神官
- 祭りの準備（1975年、ATG） - 沖茂義
- 濡れた欲情・ひらけ!チューリップ（1975年、日活） - 質屋の老人
- 夜明けの旗 松本治一郎伝（1976年、東映） - 松本次吉
- 不連続殺人事件（1977年、ATG） - 片倉清次郎
- 八甲田山（1977年、東宝） - 中里村の老人
- 八つ墓村（1977年、松竹） - 森荘吉
- はなれ瞽女おりん（1977年、表現社） - 斎藤
- 原子力戦争（1978年、ATG） - 青葉繁
- トラック野郎・突撃一番星（1978年、東映） - 高石院長
- 炎の舞（1978年、東宝）
- 皇帝のいない八月（1978年、松竹） - 秘書
- 鬼畜（1978年、松竹） - 能登の役所の福祉係
- 地獄（1979年、東映） - 懸衣翁
- 真田幸村の謀略（1979年、東映） - 戸沢白雲斎
- 夜叉ヶ池（1979年、松竹） - 影法師、鐘つき弥太兵衛
- 遠い明日（1979年、東宝） - 斎藤
- 戒厳令の夜（1980年、東宝） - 鹿火隼人
- 太陽の子 てだのふあ（1980年、日活・共同映画全国系列会議） - おじやん
- 古都（1980年、東宝） - 大友宗蔵
- スローなブギにしてくれ（1981年、角川春樹事務所） - 老父
- 魔界転生（1981年、東映） - 茂左衛門
- 悪霊島（1981年、角川春樹事務所） - 老漁夫
- 幸福（1981年、東宝 / フォーライフ） - 中井長作[10]
- 細雪（1983年、東宝） - 音吉
- きつね（1983年、松竹） - 病院の爺さん
- 泪橋（1983年、東映） - 方舟のおっちゃん
- 暗室（1983年、にっかつ） - 黒服の男
- 瀬戸内少年野球団（1984年、ヘラルド・エース） - 老船大工
- メイン・テーマ（1984年、角川春樹事務所） - 大東島一郎太
- おはん（1984年、東宝） - 大工の棟梁
- 伽倻子のために（1984年、劇団ひまわり） - 松本秋男
- 夢千代日記（1985年、東映） - 山科東窓
- ビルマの竪琴（1985年、東宝） - 村落の村長
- 鑓の権三（1986年、表現社） - 道具屋の主人
- 鹿鳴館（1986年、東宝） - 式部官
- 映画女優（1987年、東宝） - 守衛
- あいつに恋して（1987年、東宝） - 八甲田山の宿主
- 竹取物語（1987年、東宝） - 坂上の太政大臣[11]
- さくら隊散る（1988年、近代映画協会） - 証言者
- 山田村ワルツ（1988年、松竹） - 庵太郎
- 舞姫 Die Tanzerin（1989年、ヘラルドエース） - 侍従長
- 少年時代（1990年、東宝） - 銭湯の老人
- 死の棘（1990年、松竹） - 床屋
- 息子（1991年、松竹） - 田舎の老人
- 本気!（1991年、東映） - 組長
- 濹東綺譚（1992年、近代映画協会） - 鮫屋のじいさん
- ミスター・ベースボール（1993年、ユニバーサル映画） - ヒロ子の祖父
- 押絵と旅する男（1994年、バンダイビジュアル） - 元木邦晴 ※主演作
- 河童（1994年、日本ヘラルド映画） - 国定忠治
- 写楽（1995年、松竹富士） - 老人客
- ひめゆりの塔（1995年、東宝） - 真壁の老人
- 眠る男（1996年、SPACE） - 郵便局の老人

### テレビドラマ
- ダイヤル110番（1958年、NTV）
  - 第23話「脱走六日間」
  - 第28話「変造小切手」
- 東芝土曜劇場（CX）
  - 第47回「三人目の椅子」（1960年）
  - 第120回「黒い穴」（1961年）
  - 第163回「だにとダイヤモンド」（1962年）
- 東レサンデーステージ（NTV）
  - 第1回「足にさわった女」（1960年）
  - 第22回「駐車禁止」（1960年）
  - 第33回「乞食会社と泥棒会社」（1961年）
- スチール・スター劇場 第27回「導火線」（1960年、KR）
- サンヨーテレビ劇場 / かあちゃんしぐのいやだ（1960年、KR）
- テレビ劇場 / コンベアーが止まる時（1961年、NHK総合）
- 愛の劇場 第119回「わが母は」（1962年、NTV） - 香川（審査員）
- 松本清張シリーズ・黒の組曲 第4回「共犯者」（1962年、NHK総合）
- テレビ指定席（NHK総合）
  - ひとりぼっちじゃない（1962年）
  - 質屋いそっぷ（1964年）
  - こどもの季節（1964年）
- 文芸劇場 第84話「金の砂」（1963年、NHK総合）
- こども劇場 第27話「アルプスのあけぼの」（1963年、NHK総合）
- 夜の十時劇場 / 夏（1963年、CX）
- NHK劇場 / よじょう（1964年、NHK総合）
- しゃあけえ大ちゃん（1964年 - 1965年、TBS） - 石田老人
- 東芝日曜劇場（TBS）
  - 第417回「土曜と月曜の間」（1964年）
  - 第469回「結婚という就職」（1965年）
  - 第556回「男と女」（1967年）
  - 第567回「わが敵」（1967年）
  - 第921回「海の呼び声」（1974年）
  - 第937回「林で書いた詩」（1974年）
  - 第1028回「十五年目の返事」（1976年）
  - ゆきずりの朝（1977年1月30日、CBC） - 老人
  - 第1075回「サッちゃんきれいになったよ」（1977年7月17日） - 小永井校長
  - 第1218回「山椿」（1980年）
  - 第1403回「恋人・やめません」（1983年）
- 大河ドラマ（NHK総合）
  - 太閤記（1965年） - 平手中務
  - 花神（1977年） - 藤村孝益
  - 草燃える（1979年） - 丹波時長
  - 武田信玄（1988年） - 倉科三郎左衛門
  - 翔ぶが如く（1990年） - 西郷龍右衛門
  - 炎立つ（1993年 - 1994年） - 平間裕常
- ザ・ガードマン（TBS / 大映テレビ室）
  - 第6話「ガラスの太鼓」（1965年）
  - 第21話「黄金の牙」（1965年）
  - 第49話「子羊の肉」（1966年）
  - 第229話「怪談・私と同じ顔の幽霊」（1969年）
  - 第271話「怪談・雨の幽霊病院」（1970年）
- 近鉄金曜劇場  / 徴税日誌（1965年、TBS）
- 木下恵介アワー（TBS）
  - 記念樹（1966年） - 恒吉
  - 女と刀（1967年） - 小学校校長
  - 太陽の涙（1971年） - 前田新作
- 夫婦百景（NTV）
  - 第363回「石と女房」（1966年）
  - 第392回「豚と真珠と夫婦」（1967年）
  - 第413回「占いは楽し」（1967年）
- 泣いてたまるか（TBS / 国際放映）
  - 第10話「さらば飛行服」（1966年）
  - 第50話「先生海で溺れる」（1967年）
  - 第54話「先生、泣いてたまるか」（1967年）
- 悪魔くん 第1話「妖怪ガンマー」（1966年、NET / 東映） - ファウスト博士
- 今井正アワー / 下町の青春（1966年、NET） - 総会屋
- 三匹の侍（CX）
  - 第4シリーズ（1966年）
    - 第1話「吠えろ剣」 - 甚兵衛
    - 第13話「抜け忍非情」 - 太郎左衛門

  - 第5シリーズ 第16話「大当り百番富」（1968年） - 足立南堂
- あかあさん 第382話「くじ引き」（1967年、TBS）
- 剣（1967年、NTV）
  - 第1回「天下一の剣豪」 - 金巻一心斎
  - 第32回「おかる勘平」 - 与一兵衛
- シオノギテレビ劇場 / 東京物語（1967年、CX）
- 俺は用心棒 第18話「月明柳の馬場」（1967年、NET / 東映）
- 七人の刑事 第2シーズン（TBS）
  - 第302話「終着駅」（1967年）
  - 第369話「鳩」（1969年）
- 風 第20話「小指のない武士」（1968年、TBS / 松竹）
- スター推理劇場（1968年、CX）
  - 第1回「不運な旅館」
  - 第17回「すばらしき晩餐」
- 怪奇大作戦 第7話「青い血の女」（1968年、TBS / 円谷プロ） - 鬼島竹彦
- 東京バイパス指令 第10話「ゆがんだ青春」（1969年、NTV / 東宝）
- 孤独のメス 第3話「帰り道は遠かった」（1969年、TBS / 国際放映） - 坂本義三
- 無用ノ介 第7話「無用ノ介 世直し不動にあう」（1969年、NTV / 国際放映） - 佐市
- フラワーアクション009ノ1 第11話「黄金の指が逃げちゃった」（1969年、CX / 東映） - 金庫破り・白石
- 風の中を行く（1969年、NTV） - 門馬松吉
- 銭形平次（CX / 東映）
  - 第188話「四枚の花札」（1969年） - 弥七
  - 第337話「浮草の女」（1972年） - 長五郎
  - 第649話「奇妙な誘拐」（1978年） - 兼吉
- 大江戸捜査網（12CH / 日活→三船プロ）
  - 第10話「天狗に踊る黒い影」（1970年） - 松原玄石
  - 第464話「美女誘拐 秘められた過去」（1980年） - 土岐虎右衛門
- はまぐり大将 第4話「がんばれD51!」（1970年、NTV） - 善男の父・善吉
- 火曜日の女シリーズ / 逃亡者 -この街のどこかで-（1970年、NTV / 大映テレビ室）
- ポーラテレビ小説（TBS）
  - お登勢（1971年）
  - 絹の家（1976年）
  - おりん（1979年） - 吉田
  - おゆう（1983年） - 源三郎
- 恋愛術入門 第21話「花嫁りゃく奪作戦」（1971年3月14日、TBS / 国際放映） - 披露宴司会者役
- ウルトラシリーズ（TBS / 円谷プロ）
  - 帰ってきたウルトラマン 第32話「落日の決闘」（1971年） - 町田巡査
  - ウルトラマンタロウ
    - 第14話「タロウの首がすっ飛んだ!」（1973年） - 島田
    - 第50話「怪獣サインはV」（1974年） - 真一郎
- 大忠臣蔵（1971年、NET） - 岡野金右衛門
- 鬼平犯科帳 第2シリーズ 第4話・第5話「狐火（前・後編）」（1971年、NET / 東宝） - 源七
- 木枯し紋次郎 第2部 第2話「暁の追分に立つ」（1972年、CX / C.A.L） - 与三郎
- 怪談 第10話「雪おんな」（1972年、MBS） - 彦兵衛
- 恐怖劇場アンバランス 第1話「木乃伊（ミイラ）の恋」（1973年、CX / 円谷プロ） - 布川先生
- どっこい大作 第20話「ズッコケ野郎の親孝行!?」（1973年、NET / 東映） - 松本万造
- こんな男でよかったら（1973年、YTV） - 平助
- 子連れ狼（NTV / ユニオン映画）
  - 第1部 第20話「八門遁甲の陣」（1973年） - 猿渡玄蕃
  - 第2部 第11話「虎落笛」（1974年） - 加山三左衛門
- 太陽にほえろ!（NTV / 東宝）
  - 第66話「生き返った白骨美人」（1973年） - 田口良三
  - 第396話「記念樹」（1980年） - 吉沢（五代刑事の恩師）
  - 第432話「スリ学入門」（1980年） - 菅井喜一
  - 第612話「怒れる狙撃者」（1984年） - 飯塚忠吉
- 必殺シリーズ（ABC / 松竹）
  - 助け人走る 第14話「被害大妄想」（1974年） - 中尾主膳
  - 暗闇仕留人 第27話「別れにて候」（1974年） - 鶴吉
  - 必殺必中仕事屋稼業 第19話「生かして勝負」（1975年） - 桧屋伝蔵
  - 必殺仕業人 第27話「あんたこの逆恨をどう思う」（1976年） - 羽三
  - 必殺からくり人・血風編 第7話「恨みに棹さす紅い精霊舟」（1976年） - 楫取吾兵衛
  - 新・必殺からくり人 第7話「東海道五十三次殺し旅 荒井」（1977年） - 善兵衛
- 非情のライセンス（NET / 東映）
  - 第1シリーズ 第44話「兇悪の野良犬」（1974年） - 長谷岳丸
  - 第2シリーズ 第26話「兇悪の友情」（1975年） - 浜崎
- 大久保彦左衛門 第22話「桃の花の咲く日」（1974年、KTV） - 弥平次
- おしどり右京捕物車 第15話「虜」（1974年、ABC / 松竹） - 清造
- ナショナルゴールデン劇場 / ねぎぼうずの唄（1974年、NET） - 神主
- プレイガールQ 第2話「禁じられた恋人」（1974年、12CH / 東映） - 堤田
- 破れ傘刀舟悪人狩り（NET / 三船プロ）
  - 第7話「忘却の女」（1974年） - 近江屋徳兵衛
  - 第34話「裏切りの街」（1975年） - 善助
  - 第50話「恐怖の脱獄者」（1975年） - 目明かし善七
  - 第82話「黄金地獄」（1976年） - 喜助
  - 第117話「二度死んだ男」（1976年） - 喜兵衛
- 座頭市物語 第19話「故郷に虹を見た」（1975年、CX / 勝プロ） - 仁平
- 影同心 第20話「新妻ひとり寝殺し節」（1975年、MBS） - 原文左衛門
- ふりむくな鶴吉 第43話「長崎からの使者」（1975年、NHK総合） - 田宮新蔵
- 剣と風と子守唄 第26話「壊滅! 恩讐の里」（1975年、NTV / 三船プロ） - 白坂夢幻
- 伝七捕物帳 第57話「赤い将棋駒の謎」（1975年、NTV / ユニオン映画） - 宗雲
- 宮本武蔵（1975年、CX） - 愚堂
- 華麗なる大泥棒!四丁目の刑事の家の間借人（1977年、NTV）
- 日本の戦後 第4集「それは、晩餐から始まった 財閥解体への道」（1977年、NHK総合） - 団琢磨
- 遠山の金さん 杉良太郎版 第93話「盗っ人修行」（1977年、NET / 東映）- 土竜の清兵衛
- 新 木枯し紋次郎 第2話「年に一度の手向草」（1977年、12CH / C.A.L） - 佐左ヱ門
- 桃太郎侍（NTV / 東映）
  - 第61話「浮世の水は辛かった!」（1977年） - 伊勢屋藤兵ヱ
  - 第120話「和蘭ことばに父娘の涙」（1979年） - 津田源十郎
- 水戸黄門（TBS / C.A.L）
  - 第8部 第15話「殺しを誘う薪能 -和歌山-」（1977年10月24日） - 杉坂孫福
  - 第9部 第6話「恐怖の標的 -一ノ関-」（1978年9月11日） - 彦兵衛
  - 第12部 第16話「瀬戸の夕映え花嫁 -広島-」（1981年12月14日） - 仁右衛門
  - 第16部 第32話「剣が知ってた暗殺の罠 -仙台-」（1986年12月1日） - 僧
  - 第21部 第27話「父子で競う献上木曽塗り -奈良井-」（1992年10月5日） - 忠兵衛
- 新・座頭市 第2シリーズ 第14話「夢に追われて阿波踊り」（1978年、CX / 勝プロ） - 徳島屋
- 飢餓海峡（1978年、CX）
- 木曜座
  - 華やかな孤独（1978年、TBS）
- 標的（1979年、KTV） - 山本老人
- 土曜ワイド劇場（ANB）
  - 田舎刑事 第3作「まぼろしの特攻隊」（1979年、テレパック）
  - 三毛猫ホームズシリーズ 第3作「三毛猫ホームズの怪談 赤猫は死を招く」（1981年、東宝） - 森田
  - 考古学者シリーズ 第10作「美人コンパニオン殺し」（1990年、近代映画協会） - 飲み屋のオヤジ
  - 家政婦は見た!11（1992年、大映テレビ） - 衣笠彦造
- 騎馬奉行 第1話「憎い男の初仕事」、第2話「大殺陣! 怒りの刃」（1979年、KTV / 東映）
- 俺はあばれはっちゃく（1979年、ANB / 国際放映） - 朝比奈老人
  - 第1話「猛犬退治（秘）作戦」
  - 第10話「じいさん笑え（秘）作戦」」
- 日曜恐怖シリーズII 第6話「死霊の島」（1979年、KTV）
- ちょっとマイウェイ 第11話「ノゾキの心理わかるわよ」（1979年、NTV） - ひげはら老人
- 家路PART2 第3話「白竜来たりて涙する」（1979年、TBS） - 占いの先生・周
- 土曜劇場 / 家族サーカス（1979年、CX） - 島村医師
- 木曜ゴールデンドラマ / チャップリン暗殺計画（1980年、YTV）
- 新・江戸の旋風 第24話「はぐれ宿人質事件」（1980年、CX / 東宝） - 義三
- 熱中時代 先生編 第2シリーズ 第23話「遺言と大喰い競争」（1980年、NTV / ユニオン映画） - 老人
- 3年B組金八先生 第2シリーズ（1980年 - 1981年、TBS） - 米倉教諭（荒谷二中）
- 土曜ドラマ（NHK総合）
  - 君はまだ歌っているか（1981年） - 長井均
  - 鏡の調書 天使が街にやってきた（1995年）
- 森繁久彌のおやじは熟年 第18話「鳩ピッポ」（1981年、ANB） - 島田
- ロボット8ちゃん 第45話「ボクはやさしい大剣豪」（1982年、CX / 東映） - 宮本十兵衛
- 先生は一年生（1982年、NTV） - 木村節治
- ゴールデンワイド劇場 / 終りに見た街（1982年、ANB）
- 大岡越前 第6部 第14話「父の死を願った息子」（1982年6月7日、TBS / C.A.L） - 茂十
- 御宿かわせみ 第2シリーズ 第20話「子を思う闇」（1983年） - 吉兵衛
- ちびっ子かあちゃん（1983年、TBS） - 老人
- 女殺油地獄（1984年、NHK総合） - 森右衛門
- 連続テレビ小説（NHK総合）
  - ロマンス（1984年） - 香木真人
  - 純ちゃんの応援歌（1988年 - 1989年） - 清原欽一郎
- おじいさんの台所（1985年、TBS）
- オアシスを求めて（1985年、NHK総合） - 織部高志
- ドラマ人間模様 / 國語元年（1985年、NHK総合） - 南郷重左衛門
- おじいさんの台所・二年目（1985年、TBS）
- 月曜ドラマランド / 時をかける少女（1985年、CX）
- 真田太平記（1985年 - 1986年、NHK総合） - 来島喜左衛門
- 火曜サスペンス劇場 / 穴（1986年、NTV）
- 松本清張サスペンス 隠花の飾り / 愛犬（1986年、松竹 / KTV）
- 特捜最前線 第497話「翔んでる目撃者!」（1987年、ANB / 東映） - 野本末吉
- 長七郎江戸日記 第2シリーズ SP1「千姫有情、母ありき」（1988年、NTV） - 玄斉
- 時間ですよたびたび（1988年、TBS）
- 土曜ドラマスペシャル  / 塀の中の懲りない面々(2)（1988年、TBS）
- ドラマチック22 / ビートたけし殺人事件（1989年、TBS）
- 水曜グランドロマン / 予期せぬ出来事（1989年、NTV）
- 裸の大将 第34話「天からマリアが降ってきた」 （1989年、KTV / 東阪企画） - 勇造
- 直木賞作家サスペンス / 隅田川セレナーデ（1990年3月、KTV / G・カンパニー）
- 世にも奇妙な物語 / 仰げば尊し（1990年、CX）
- 鬼平犯科帳 第2シリーズ 第6話「雨引の文五郎」（1990年、CX / 松竹） - 五丁の勘兵衛
- 金田一耕助の傑作推理 / 八つ墓村（1991年、TBS / 東阪企画） - 井川丑松
- のんのんばあとオレ（1992年、NHK総合）
- チンチン電車（1993年9月15日、NHK総合） - 宇土三郎
- TBS大型時代劇スペシャル / 大忠臣蔵（1994年、TBS） - 堀部弥兵衛

### ドキュメンタリー
- NHK特集「老優たちの日々」（1986年6月15日、NHK総合）[12]

### 舞台
- 勇敢なる兵卒シュベイク（1964年、人形劇団プーク） - フォン・ボック将軍の声[13]